# شون جونز (أستاذ جامعي)
شون جونز (بالإنجليزية: Sean Jones)‏ هو موزع أمريكي، ولد في 29 مايو 1978 في وارن في الولايات المتحدة.

## وصلات خارجية
- الموقع الرسمي
- شون جونز على موقع ميوزك برينز (الإنجليزية)
- شون جونز على موقع أول ميوزيك (الإنجليزية)
- شون جونز على موقع ديسكوغز (الإنجليزية)